# Dziektarzew
Dziektarzew – wieś w Polsce, położona w województwie łódzkim w powiecie pabianickim, w gminie Lutomiersk.
| SIMC    | Nazwa   | Rodzaj    |
| ------- | ------- | --------- |
| 0705730 | Zacisze | część wsi |

Miejscowość położona jest na Wysoczyźnie Łaskiej.
W latach 1975–1998 miejscowość administracyjnie należała do województwa sieradzkiego.

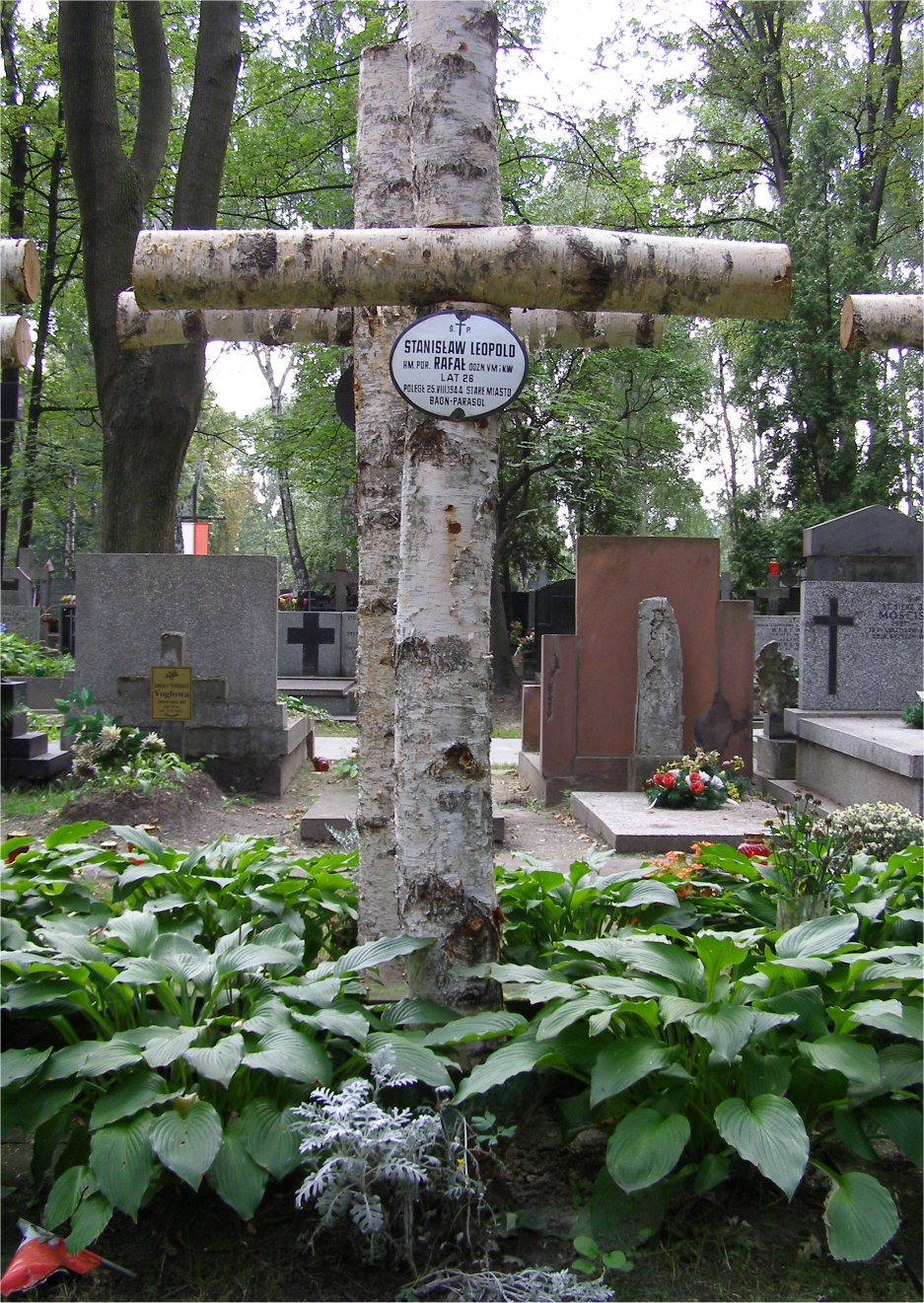
Grób Stanisława Leopolda na Cmentarzu Wojskowym na Powązkach

Urodził się tu Stanisław Wojciech Leopold – harcmistrz, w powstaniu warszawskim dowódca 1. kompanii w batalionie „Parasol”.